# Va'aiga Tuigamala
Va'aiga Lealuga Tuigamala (Faleasiu, A'ana, 4 de septiembre de 1969-Auckland, 24 de febrero de 2022) fue un jugador samoano de rugby y rugby League que se desempeñaba como wing.

## Selección nacional
Fue convocado a los All Blacks por primera vez en octubre de 1991 para enfrentar a las Águilas y disputó su último partido en noviembre de 1993 ante el XV de la Rosa, en 1993 abandonó el rugby a 15 y se fue a jugar rugby League profesionalmente (el rugby a 15 no era profesional y no lo sería hasta 1995), pero regresó en 1996 y esta vez jugaría con su país natal; Manu Samoa, debutando en noviembre de 1993 ante el XV del Trébol y disputando su último partido en noviembre de 2001 ante la Azzurri. En total entre ambos seleccionados jugó 42 partidos y marcó ocho tries para un total de 36 puntos (un try valía 4 puntos hasta 1992).

### Participaciones en Copas del Mundo
Disputó las Copas del Mundo de Inglaterra 1991 donde fue titular en todos los partidos que jugó, le marcó un try a los Estados Unidos y otro a Italia. Los All Blacks llegaron como campeones defensores, invictos en el torneo y por lo tanto favoritos para obtener el título: ganaron su grupo cómodamente y con victorias en todos sus partidos, en cuartos de final derrotaron a los Canucks encaminándose a semifinales pero aquí fueron vencidos por los eventuales campeones del Mundo; los Wallabies, con un David Campese imparable. Finalmente derrotarían al XV del Cardo liderado por Gavin Hastings y John Jeffrey en el partido por la tercera posición. En Gales 1999 jugó con Samoa, disputó todos los partidos y no marcó tries.
| Mundial                       | Sede       | Resultado        | PJ | Tries |
| ----------------------------- | ---------- | ---------------- | -- | ----- |
| Copa Mundial de Rugby de 1991 | Inglaterra | Tercer puesto    | 4  | 2     |
| Copa Mundial de Rugby de 1999 | Gales      | Octavos de final | 4  | 0     |